# The Climax
The Climax é um filme norte-americano de 1944, do gênero terror, dirigido por George Waggner e estrelado por Susanna Foster, Turhan Bey e Boris Karloff.

## Notas sobre a produção

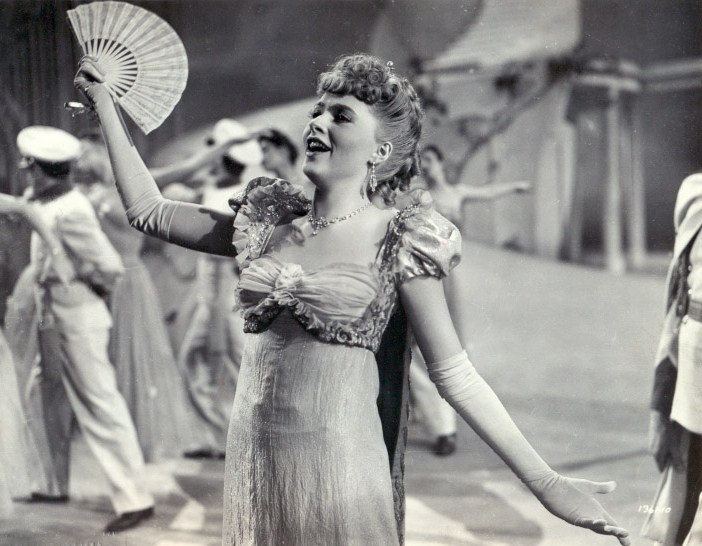
Susanna Foster em fotografia de divulgação do filme.